# Hynirhynchus pantherinus
Hynirhynchus pantherinus là một loài ruồi trong họ Asilidae. Hynirhynchus pantherinus được Bigot miêu tả năm 1879. Loài này phân bố ở vùng Cổ Bắc giới và châu Á.